# Нагананда
Нагананда (Блаженство нагов) — древнеиндийская драма на санскрите в пяти действиях. Повествует о самопожертвовании Джимутаваханы ради спасения нагов, обречённых стать жертвой божественной птицы Гаруды. Авторство приписывается североиндийскому правителю Харше (606—648 гг. н. э.). Уникальным в этом произведении является обращение к Будде в лирических стихах, в целом Нагананда считается одним из лучших примеров драматических произведений Индии.

## Основные персонажи
| - Джимутавахана — главный герой, царевич Видхьядхары - Джимутакету — отец героя - Видушака (Атрейя) — друг героя - Митравасу — сын Вишвавасу и брат главной героини - Шанкачуда — змей, предназначенный в жертву Гаруде - Гаруда — царь птиц и враг змей - Канчукин — начальник над гаремом Малаявати | - Малаявати — главная героиня и дочь царя Вишвавасу - Дэви — мать героя - Вриддха — мать Шанкхачуды - Гаури — богиня - Чатурика — служанка Малаявати - Манохарика — служанка Малаявати - Навамалика — служанка Малаявати |

## Сюжет
Первый акт пьесы открывается в роще покаяния возле храма богини Гаури. Джимутавахана со своим другом занят поиском подходящего места жительства на величественной горе Малая, поскольку его престарелые родители выразили желание поселиться там. Джимутавахана желал бы потратить годы своей юности в заботе об отце и матери, так как считает, что такие услуги намного выше наслаждений и удовольствий, приобретаемых с царской властью. Он уже совершил всё от него зависящее, чтобы сделать своих подданных счастливыми, а жизнь в царстве безопасной. В процессе поисков, друзья слышат восхитительные женские напевы под мелодичную музыку. Они незаметно входят в храм Гаури, чтобы выяснить, кто пел. Благодаря разговору певуньи со своей служанкой, друзья узнают, что она девица, и что богиня Гаури, явившись во сне, пообещала, что она станет женою великого властителя видьядхар Джимутаваханы. Тут Малаявати видит мужчин, и в смущенье покидает храм вместе с отшельником, не зная что видела настоящего Джимутавахану. Герой и героиня влюбляются друг в друга с первого взгляда, несмотря на то, что пока незнакомы.
Любовными событиями заполнен также второй акт драмы, они достигают своей кульминации в третьем акте, который открывается бракосочетанием влюблённых друг в друга Джимутаваханы и Малаявати. Лирическое повествование неожиданно переходит в комичную перебранку забавляющейся служанки, видушаки и пьяного придворного, далее пьеса вновь возвращается к делам сердечным, приводя галантный любовный диалог царственных жениха и невесты. Приятная беседа внезапно прервана вестью о начале войны с соседним государством. Но царевич отказывается брать в руки оружие для борьбы с врагом, не желая более с кем-либо сражаться, кроме разве что своих собственных грехов.
Последние два акта рассказывают о драматических событиях, когда Джимутавахана жертвует собой ради спасения от уничтожения Гарудой змей-нагов.

## Происхождение и анализ сюжета
Легенда о Джимутавахане имеется в «Ката-Саритсагара» Сомадевы и «Брихат-катха-манджари» Кшемендры. Обе книги были написаны в XI веке. Сюжет «Нагананды» очень близок более коротким повествованиям в этих текстах, которые представляют собой санскритские версии сказочного эпоса «Брихат-катхи», составленного на языке пайшачи в первом столетии нашей эры. Но ни «Ката-Саритсагара», ни «Брихат-катха-манджари» не могли являться источниками для «Нагананды», относящейся к VII столетию. Харша добавил свои собственные идеи и отклонился от основной сюжетной линии «Брихат-катхи» во многих местах. Следует признать, что обработка истории Харшей весьма оригинальна, и развитие действия получилось увлекательным.

## Современные адаптации
Пьеса была поставлена театром «Prabhakar Sanskritic Sanstha» в январе 2008 года в городе Панаджи индийского штата Гоа на языке маратхи в традиции Натья-шастра. В 2008 году эта адаптация «Нагананды» была признана лучшей экспериментальной театральной постановкой отделом искусства и культуры штата Махараштра, а также театром «Akhil Bharatiya Marathi Natya Parishad». Постановка пьесы молодыми артистами театра из Гоа была записана и зарегистрирована в архиве национальной радиовещательной компании «All India Radio», а также телекомпанией Doordarshan в Гоа. Видео является доступным для ознакомительных целей.